# Oddvar Bull Tuhus
Oddvar Bull Tuhus, född 14 december 1940 i Oslo, är en norsk filmregissör, producent och manusförfattare.
För sin regi av filmen Maria Marusjka vann Oddvar Bull Tuhus 1974 det norska Filmkritikerprisen.
Oddvar Bull Tuhus är gift med den norska kulturpersonligheten Åse Kleveland.

## Filmografi

### Regissör
- 1971 – Rødblått paradis
- 1973 – Maria Marusjka
- 1975 – Streik!
- 1976 – Tillitsmannen
- 1976 – Angst
- 1980 – 1958
- 1982 – 50/50
- 1983 – Hockey feber
- 1986 – Skal det vere ein dans?
- 1988 – Blücher

### Manus
- 1971 – Rødblått paradis
- 1973 – Maria Marusjka
- 1975 – Streik!
- 1979 – Arven
- 1980 – 1958
- 1982 – 50/50
- 1986 – Skal det vere ein dans?

### Producent
- 1978 – Det andre skiftet
- 1996 – Søndagsengler
- 1999 – Sofies verden
- 2000 – Bryllupet